# تاتانکا (کشتی‌گیر)
تاتانکا (انگلیسی: Tatanka؛ زادهٔ ۸ ژوئن ۱۹۶۱) کشتی‌گیر کشتی حرفه‌ای اهل ایالات متحده آمریکا است.